# Johnson's Addition (Alberta)
Johnson's Addition est un hameau (hamlet) de Taber, situé dans la province canadienne d'Alberta.

## Démographie
En tant que localité désignée dans le recensement de 2011, Johnson's Addition a une population de 28 habitants dans 12 de ses 14 logements, soit une variation de -20.0% par rapport à la population de 2006. Avec une superficie de 0,445 3 km2, le hameau possède une densité de population de 62,879 0 hab/km2 en 2011.
Concernant le recensement de 2006, Johnson's Addition abritait 35 habitants dans 14 de ses 14 logements. Avec une superficie de 0,445 3 km2, le hameau possédait une densité de population de 78,6 hab/km2 en 2006.